# Station Vojtanov
Station Vojtanov is een spoorwegstation in de Tsjechische gemeente Vojtanov. Het station ligt aan spoorlijn 147 tussen Františkovy Lázně en Plesná, ongeveer vierhonderd meter voor de grens met Duitsland. Het station wordt beheerd door de nationale spoorwegonderneming České dráhy in samenwerking met de Staatsorganisatie voor spoorweginfrastructuur (SŽDC).
Františkovy Lázně ↔ Františkovy Lázně-Seníky ↔ Vojtanov ↔ Plesná